# ستيفن هوكينز
ستيفن هوكينز (بالإنجليزية: Stephen Mark Hawkins)‏ هو مجدف أسترالي، ولد في 14 يناير 1971 في هوبارت في أستراليا.

## وصلات خارجية
- ستيفن هوكينز على موقع الاتحاد الدولي للتجديف (الإنجليزية)
- ستيفن هوكينز على موقع اللجنة الأولمبية الدولية (الإنجليزية)
- ستيفن هوكينز على موقع أوليمبيديا (الإنجليزية)